# Bieżuń (gmina)
Pour les articles homonymes, voir Bieżuń.
La gmina de Bieżuń est un district administratif situé en milieu mixte (urbain et rural) du powiat de Żuromin dans la Voïvodie de Mazovie, dans le centre-est de la Pologne.
Son siège administratif (chef-lieu) est la ville de Bieżuń, qui se situe environ 13 km au sud de Żuromin (siège de la powiat) et 112 km au nord-ouest de Varsovie (capitale de la Pologne).
La gmina couvre une superficie de 122,02 km2 pour une population de 5 234 habitants en 2006.

## Histoire
De 1975 à 1998, la gmina appartenait administrativement à la voïvodie de Ciechanów.

## Géographie

### Villages
Outre la ville de Bieżuń, la gmina comprend les villages de :

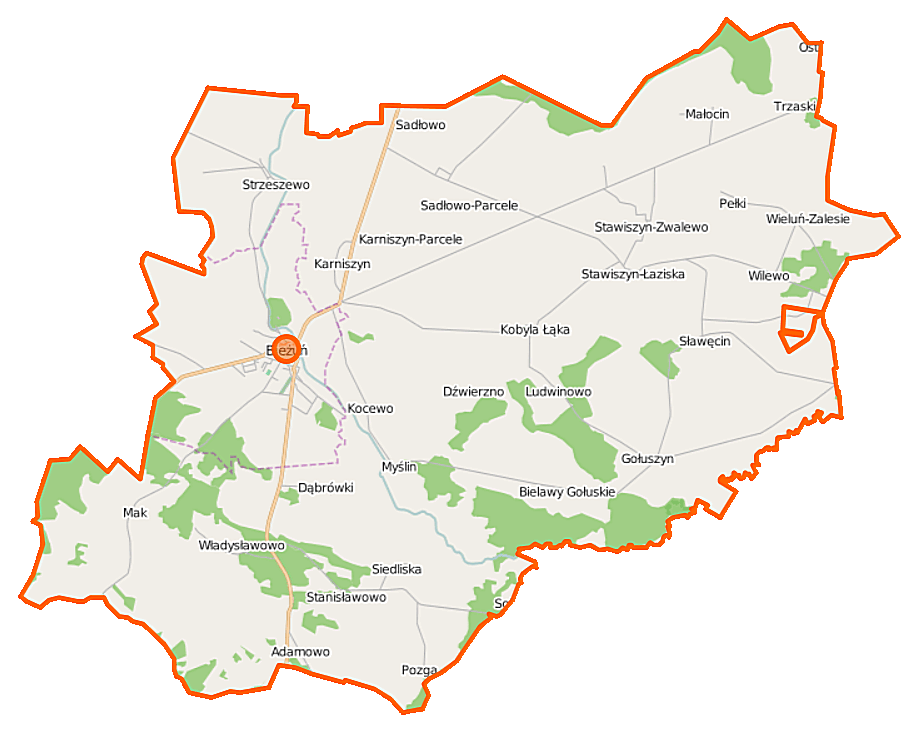
Plan de la gmina

- Adamowo
- Bielawy Gołuskie
- Borki
- Dąbrówki
- Dźwierzno
- Gołuszyn
- Karniszyn
- Karniszyn-Parcele
- Kobyla Łąka
- Kobyla Łąka-Kolonia
- Kocewko
- Kocewo
- Ludwinowo
- Mak
- Małocin
- Marysin
- Myślin
- Pełki
- Pozga
- Sadłowo
- Sadłowo-Parcele
- Sławęcin
- Stanisławowo
- Stawiszyn-Łaziska
- Stawiszyn-Zwalewo
- Strzeszewo
- Trzaski
- Wieluń-Zalesie
- Wilewo
- Władysławowo
- Zgliczyn-Pobodzy

### Gminy voisines
La gmina de Bieżuń est bordée des gminy de :
- Lutocin
- Radzanów
- Rościszewo
- Siemiątkowo
- Szreńsk
- Zawidz
- Żuromin.

## Structure du terrain
D'après les données de 2002, la superficie de la commune de Bieżuń est de 122,02 km2, répartis comme telle :
- terres agricoles : 79 %
- forêts : 9 %

La commune représente 15,16 % de la superficie du powiat.

## Démographie
Données du 30 juin 2004 :
| Description        | Total  | Total | Femmes | Femmes | Hommes | Hommes |
| ------------------ | ------ | ----- | ------ | ------ | ------ | ------ |
| Unité              | Nombre | %     | Nombre | %      | Nombre | %      |
| Population         | 5 303  | 100   | 2 681  | 50,6   | 2 622  | 49,4   |
| Densité (hab./km²) | 43,5   | 43,5  | 22     | 22     | 21,5   | 21,5   |